# Javorje (gmina Šentjur)
Javorje – wieś w Słowenii, w gminie Šentjur. W 2018 roku liczyła 180 mieszkańców.